# Montes de Oca (comarca)
Montes de Oca è una  comarca della Spagna della provincia di Burgos nella comunità autonoma di Castiglia e León.
Il capoluogo della comarca, posta nella parte orientale della provincia, è Belorado.
Si compone di 20 Comuni
- Arraya de Oca
- Bascuñana (2)
- Belorado (3)
- Carrias
- Castildelgado
- Cerezo de Río Tirón
- Cerratón de Juarros (1)
- Espinosa del Camino
- Fresneda de la Sierra Tirón
- Fresneña (2)
- Fresno de Río Tirón
- Ibrillos
- Pradoluengo (1)
- Rábanos (3)
- Redecilla del Camino
- Redecilla del Campo (2)
- San Vicente del Valle (2)
- Santa Cruz del Valle Urbión
- Tosantos
- Valle de Oca (5)
- Valmala
- Viloria de Rioja
- Villaescusa la Sombría (3)
- Villafranca Montes de Oca (1)
- Villagalijo (2)
- Villambistia

di 26 località minori:
- Alarcia (Rábanos)
- Cueva Cardiel (Oca)
- Espinosa del Monte (San Vicente)
- Eterna  (Belorado)
- Ezquerra (Villagalijo)
- Fresneña (*)
- Garganchón (Pradoluengo)
- Ocón de Villafranca (Villafranca)
- Puras de Villafranca (Belorado)
- Quintanaloranco (Belorado)
- Quintanilla del Monte en Rioja (Redecilla del Campo)
- Quintanilla del Monte en Juarros (Villaescusa)
- Rábanos (*)
- San Clemente del Valle (San Vicente)
- San Pedro del Monte en Rioja (Bascuñana)
- Santa Olalla del Valle (Villagalijo)
- Sotillo de Rioja (Redecilla del Campo)
- Turrientes (Cerratón)
- Villaescusa la Solana (Villaescusa)
- Villaescusa la Sombría (*)
- Villalbos (Oca)
- Villalmóndar (Oca)
- Villalómez (Oca)
- Villamayor del Río (Fresneña)
- Villamudria (Rábanos)
- Villanasur Río de Oca (Oca)

di 12 altre località:
- Ahedillo (Alarcia)
- Alba (Villafranca)
- Avellanosa de Rioja (Belorado)
- Castil de Carrias (Belorado)
- Loranquillo  (Belorado)
- Mozoncillo de Oca (Oca)
- Pradilla de Belorado (Fresneda)
- Quintanilla de las Dueñas (Cerezo)
- San Cristóbal del Monte (Fresneña)
- San Miguel de Pedroso (Belorado)
- San Otero (Cerratón)
- Soto del Valle (Santa Cruz)